# Громогласов Анатолій Іванович
Анатолій Іванович Громогласов (15 вересня 1935, місто Холм, тепер Новгородської області, Російська Федерація) — радянський діяч, 1-й секретар Архангельського обласного комітету КПРС. Член ЦК КПРС у 1990—1991 роках.

## Життєпис
У 1950—1954 роках — статистик-диспетчер ліспромгоспу Новгородської області.
У 1954 році працював електромонтажником підприємства міста Сєвєродвінська Архангельської області.
З 1954 по 1957 рік служив у Радянській армії.
У 1957—1975 роках — електромонтажник, майстер, начальник бюро технічного контролю, заступник начальника цеху, секретар партійного комітету, начальник цеху підприємства в Північному виробничому об'єднанні «Арктика» міста Сєвєродвінська Архангельської області.
Член КПРС з 1961 року.
У 1965 році закінчив Північно-Західний заочний політехнічний інститут.
У 1975—1977 роках — 2-й секретар, у 1977—1984 роках — 1-й секретар Сєвєродвінського міського комітету КПРС Архангельської області.
У 1984—1987 роках — завідувач відділу організаційно-партійної роботи Архангельського обласного комітету КПРС.
У 1987—1990 роках — генеральний директор Північного виробничого об'єднання «Арктика» міста Сєвєродвінська Архангельської області.
У червні 1990 — серпні 1991 року — 1-й секретар Архангельського обласного комітету КПРС.
З 1992 року — генеральний директор Спілки промисловців та підприємців Архангельської області.
Потім — на пенсії в місті Архангельську.

## Нагороди і звання
- орден Леніна
- орден Жовтневої Революції
- орден Трудового Червоного Прапора
- медалі
- Почесний громадянин міста Сєвєродвінська Архангельської області
- Почесний громадянин Архангельської області